# ميلاتسو (صقلية)
مِيلاص أو ميلاتسو (بالإيطالية: Milazzo)‏ هي بلدية في مقاطعة مِسينة في صقلية الإيطالية.

## السكان
في سنة 1861 بلغ عدد السكان 10٬828 نسمة، وتطور العدد ليصل في سنة 2011 لـ 32٬146 نسمة.
يظهر هذا المخطط البياني تطور النمو السكاني لـ ميلاتسو (صقلية)

## أعلام
- ياكوبو دالوجليو